# لوئیس ردر
لوئیس ردر (انگلیسی: Luis Redher؛ زادهٔ ۲۷ اوت ۱۹۶۴) بازیکن سابق فوتبال اهل پرو است که در فصل ۹۰–۱۹۸۹ برای رئال ساراگوسا اسپانیا بازی کرد. او همچنین برای اسپورتینگ کریستال و آلیانزا لیما بازی کرد.